# Acanthocephaloides
Acanthocephaloides is een geslacht van haakwormen uit de familie Arhythmacanthidae. De wetenschappelijke naam van het geslacht werd voor het eerst geldig gepubliceerd in 1932 door Meyer.

## Soorten
Het geslacht kent de volgende soorten:
- Acanthocephaloides claviformis Araki & Machida, 1987[1]
- Acanthocephaloides cyrusi Bray, Spencer-Jones & Lewis, 1988[2]
- Acanthocephaloides delamuri (Parukhin, 1989)
  - = Yamagutisentis delamuri Parukhin, 1989
- Acanthocephaloides distinctus Golvan, 1969
- Acanthocephaloides geneticus Buron, Renaud & Euzet, 1985
- Acanthocephaloides ichiharai Araki & Machida, 1987[1]
- Acanthocephaloides irregularis Amin, Oğuz, Heckman, Tepe & Kvach, 2011
- Acanthocephaloides neobythitis Yamaguti, 1939
  - = Yamagutisentis mujibi (Gupta & Naqvi, 1984)
  - = Yamagutisentis neobythitis (Yamaguti, 1939)
- Acanthocephaloides nicoli (Kumar, 1992)
  - = Yamagutisentis nicoli Kumar, 1992
- Acanthocephaloides plagiusae Santana-Pineros, Cruz-Quintana, Centeno-Chale & Vidal-Martinez, 2013
- Acanthocephaloides propinquus (Dujardin, 1845)
- Acanthocephaloides rhinoplagusiae Yamaguti, 1935
  - = Yamagutisentis rhinoplagusiae (Yamaguti, 1935)
- Acanthocephaloides spinicaudatus (Cable & Quick, 1954)

### Synoniemen
- Acanthocephaloides incrassatus (Molin, 1858) => Paracanthocephaloides incrassatus (Molin, 1858)
- Acanthocephaloides kostylewi Meyer, 1932 => Solearhynchus rhytidotes (Monticelli, 1905)
- Acanthocephaloides rhytidotes (Monticelli, 1905) => Solearhynchus rhytidotes (Monticelli, 1905)